# Deuxième République (Grèce)
1924 – 1935
Entités précédentes :
- Royaume de Grèce

Entités suivantes :
- Royaume de Grèce

La Deuxième République, officiellement nommée République hellénique (en grec moderne : Δεύτερη Ελληνική Δημοκρατία), est le régime politique de type républicain qui est en vigueur en Grèce de 1924 à 1935.
Entre 1924, année où la Deuxième République hellénique est proclamée, et 1935, date à laquelle cette dernière est abolie, la Grèce connaît une forte instabilité politique. En un peu plus de dix ans, vingt-trois gouvernements, une dictature (celle du général Pángalos) et treize coups d'État se succèdent. En moyenne, chaque cabinet reste en place durant six mois tandis qu'une tentative de putsch est organisée toutes les quarante-deux semaines. Depuis la Première Guerre mondiale, les Grecs sont en effet divisés entre vénizélistes (favorables à la République) et anti-vénizélistes (partisans d'une restauration monarchique). Cette division conduit à des violences politiques, qui touchent aussi bien les élites au pouvoir que les simples citoyens, et notamment les représentants de la fonction publique.
Dans le même temps, la Deuxième République connaît de graves difficultés économiques. En effet, après la défaite militaire face à la Turquie (1922), le pays doit accueillir plus d'un million de réfugiés originaires d'Anatolie, ce qui représente un effort considérable. À partir de 1927, cependant, l'économie grecque commence à se relever. Une politique de développement est mise en œuvre, qui permet d'importants progrès dans l'agriculture et l'industrie, tout en creusant la dette nationale. La Grande Dépression brise cette dynamique de croissance, en limitant drastiquement les exportations, mais favorise finalement la production intérieure en rendant plus difficiles les importations. Ainsi, un début de reprise économique apparaît au moment où les républicains perdent le pouvoir au profit des monarchistes.
Au niveau international, la Deuxième République entretient des relations compliquées avec ses voisins, et particulièrement avec l'Italie fasciste, la Bulgarie et la Turquie. Après plusieurs crises violentes (Incident de Corfou et Incident de Pétritch), la Grèce signe des traités bilatéraux sous le gouvernement de Venizélos. Après le retour au pouvoir des monarchistes, la Grèce intègre le pacte balkanique, ce qui n'est pas sans soulever des critiques à l'intérieur du pays. Finalement, Athènes se rapproche de Londres par peur de l'Italie et de ses velléités expansionnistes.
Discrédités par leur implication dans les différents coups d'État, les républicains perdent progressivement du terrain face aux monarchistes et des voix de plus en plus nombreuses réclament le retour de Georges II. Le putsch du général Kondýlis et le référendum truqué qui s'ensuit mettent finalement un terme au régime républicain.

## Politique intérieure

### Contexte politique et social

#### Un échiquier politique bipolarisé

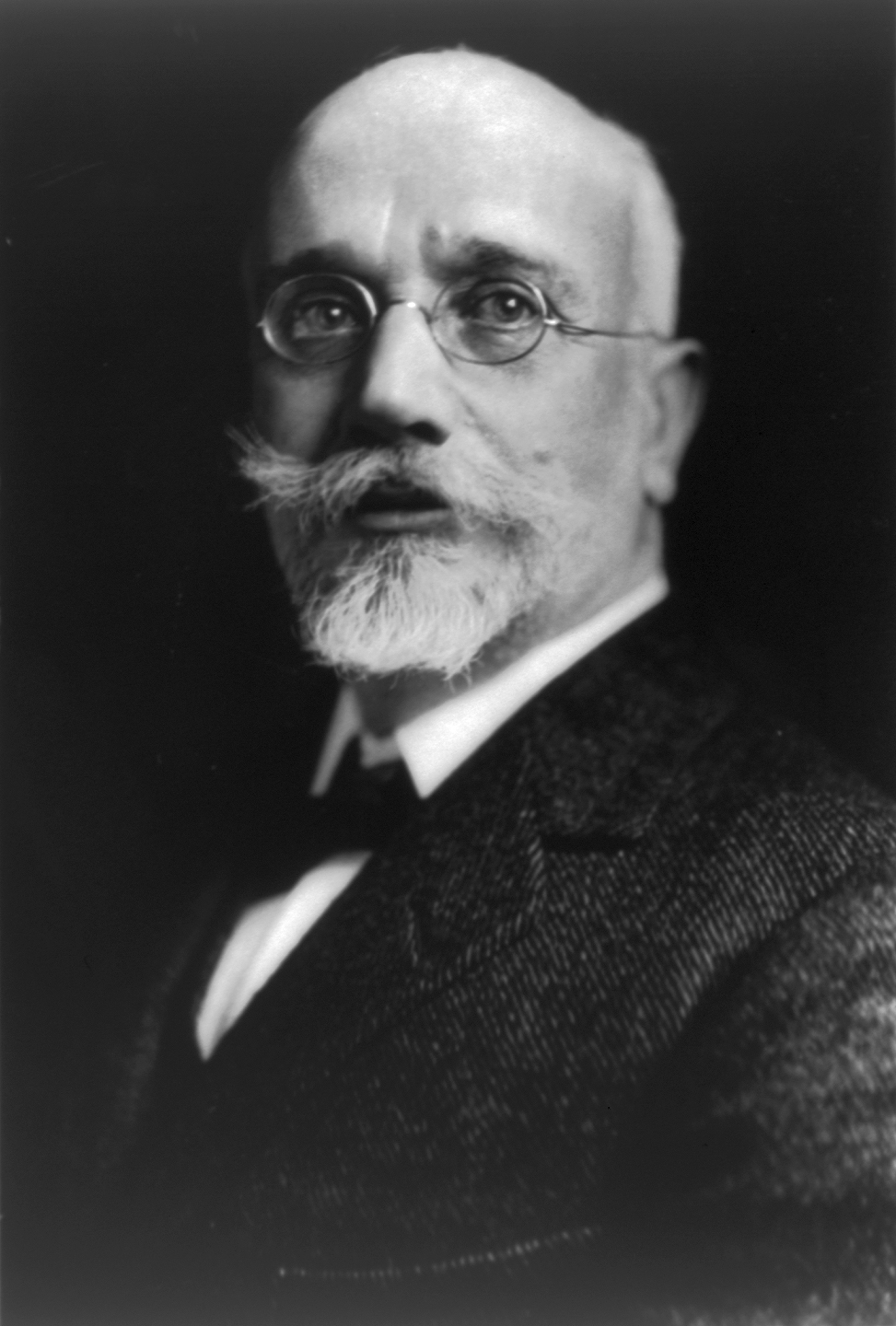
Elefthérios Venizélos (1919), principale figure politique grecque des débuts du XXe siècle.

La politique intérieure grecque de l'Entre-deux-guerres (qui débute, à proprement parler, avec la fin du conflit avec la Turquie, en 1922-1923) est caractérisée par l'affrontement de deux blocs, dont la genèse remonte au « coup de Goudi » de 1909 et surtout au « Schisme national » de 1916. Cette période correspond, en effet, à la montée en puissance du Premier ministre Elefthérios Venizélos et de son mouvement politique, le vénizélisme. Comme d'autres partis de gauche de moindre importance (agrariens et communistes, par exemple), le vénizélisme est largement marqué par l'idéologie républicaine. Face à lui, se développe un mouvement anti-vénizéliste, qui regroupe principalement des monarchistes. 
Chacun de ces deux blocs s'articule autour d'un parti principal, qui polarise d'autres formations, à l'existence parfois éphémère. Le cœur du mouvement vénizéliste est le Parti libéral, fondé et dirigé par Venizélos lui-même,. Celui du mouvement anti-vénizéliste est le Parti du peuple, parfois appelé Parti populaire. Fondé par Dimítrios Goúnaris et présidé ensuite par Panagís Tsaldáris, celui-ci est parvenu à absorber les décombres des formations politiques traditionnelles lorsqu'elle se sont effondrées, au moment de l'avènement du vénizélisme. Composé de marchands, d'armateurs, de petits banquiers et d'industriels, le Parti libéral peut être considéré comme la formation politique par excellence de la bourgeoisie grecque.
Les formations politiques de la Deuxième République restent des structures clientélistes et caciquistes, et cela en dépit des tentatives, surtout du côté libéral, de se muer en partis de masse modernes, basés sur des groupements d'affiliés plutôt que sur des noyaux clientélistes fédérés autour de notables locaux. Ce caractère clientéliste et caciquiste est encore plus marqué dans les petits partis, dont les membres se limitent généralement à leur fondateur et à une poignée de notables issus de la même région. Le clientélisme est, en outre, plus accentué dans les partis de droite que de gauche, et ne se retrouve pas du tout au sein du mouvement communiste. Il est, par ailleurs, davantage présent à la campagne qu'à la ville, et plus courant en « vieille Grèce » que dans les territoires annexés après 1912.

#### La «Grande Catastrophe» et ses conséquences

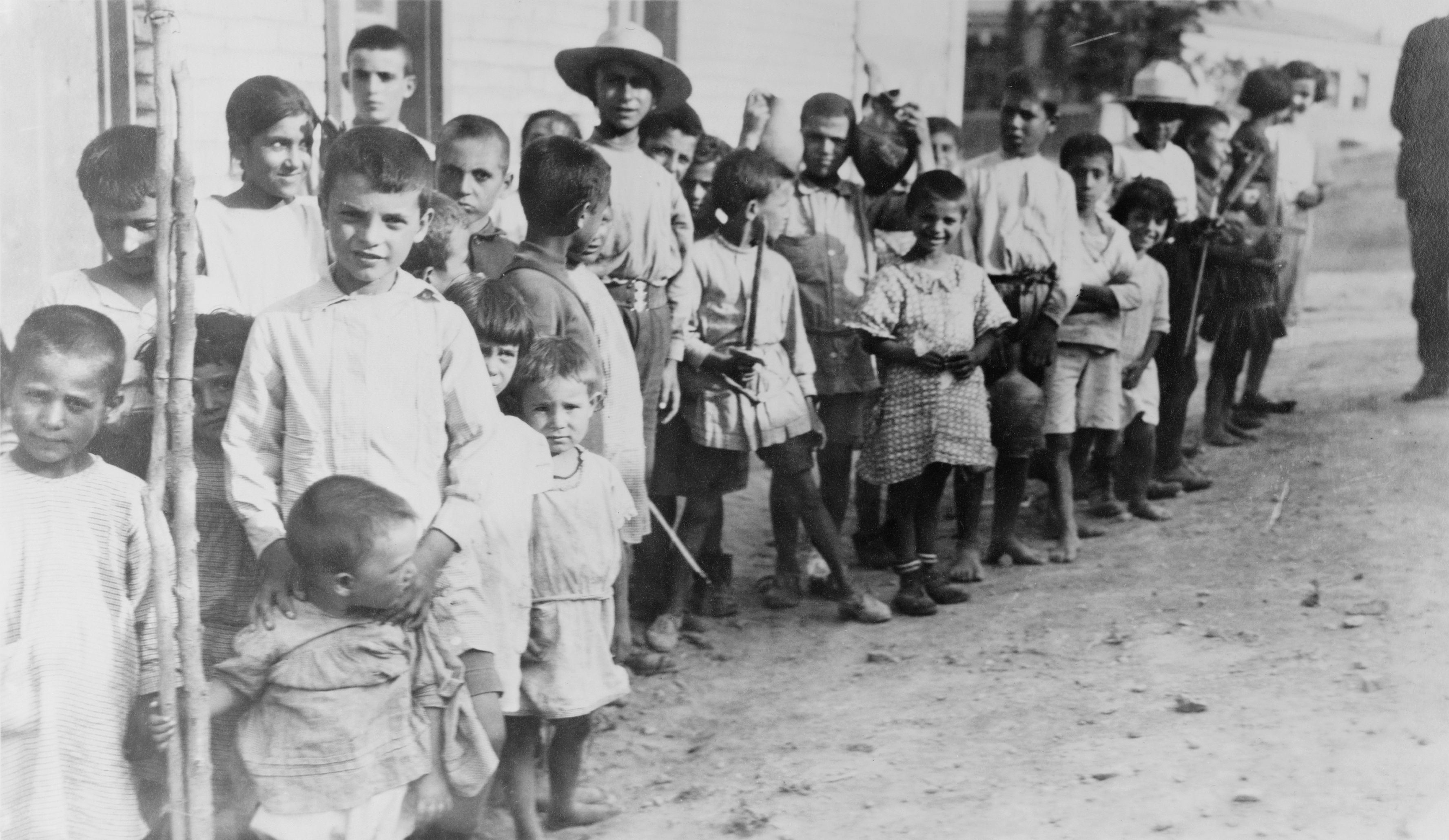
Enfants grecs et arméniens réfugiés à Athènes en 1923.

L'échec militaire face à la Turquie lors de la guerre de 1919-1922 a une influence considérable sur la vie politique grecque sous la Deuxième République. La « Grande Catastrophe » empêche en effet la réalisation de la « Grande Idée ». L'irrédentisme cesse alors d'être le fil conducteur de la politique extérieure hellène,,,. La défaite change en outre radicalement la composition de l'électorat du fait de l'arrivée de plus d'un million de réfugiés originaires d'Asie mineure,. Cet afflux soudain favorise en effet la chute provisoire de la monarchie et fait de l'intégration des Micrasiates l'un des enjeux principaux de la politique intérieure hellène,,.
Pour le pays, l'arrivée des réfugiés n'a cependant pas que des conséquences négatives. L'établissement de 700 000 Grecs d'Anatolie en Macédoine, région disputée avec la Yougoslavie et la Bulgarie, assure son hellénisation : si la population grecque y atteignait 43 % du total en 1913 (contre 39 % de musulmans), elle représente 89 % en 1926. Le même phénomène s'observe dans la cosmopolite cité de Thessalonique, encore majoritairement peuplée de juifs sépharades en 1912. Dans ces conditions, la Grèce devient l'un des États-nations où la proportion des minorités nationales (en) (6 %) est la plus faible.

### La progressive proclamation de la République

#### Le coup d'État du 11 septembre 1922 et ses conséquences

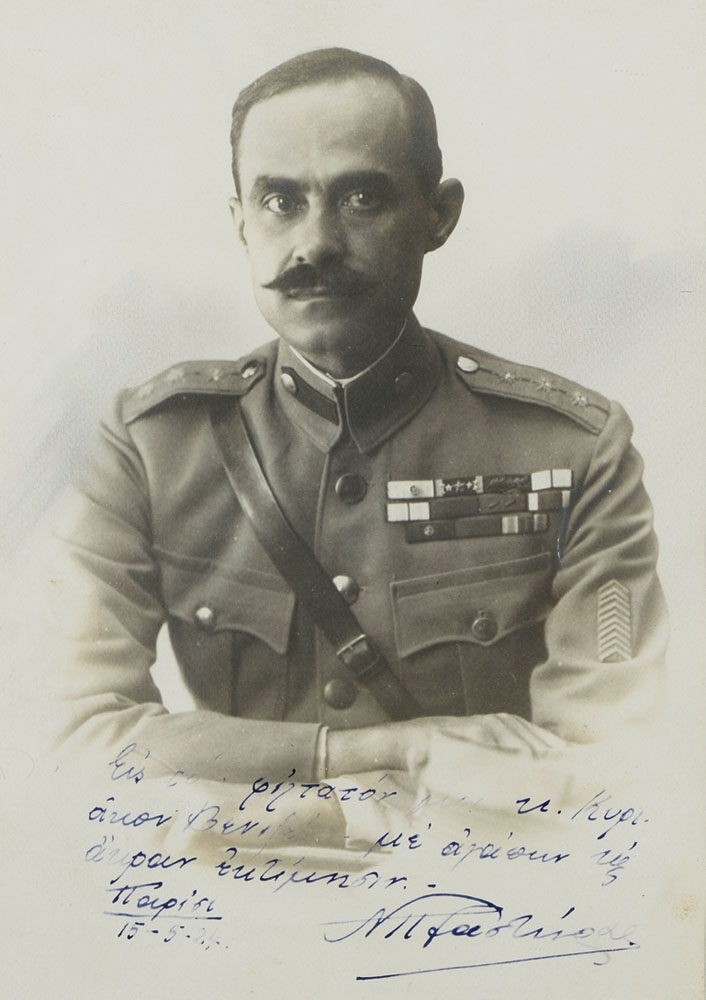
Le colonel Nikólaos Plastíras vers 1924.

Le désastre militaire en Anatolie aboutit, le 11 septembre 1922, à un coup d'État organisé par les colonels Nikólaos Plastíras et Stylianós Gonatás,,. Arrivés au pouvoir, les putschistes présentent, le 26 septembre, un ultimatum au roi Constantin Ier, qui finit par abdiquer en faveur de son fils Georges II. Dans les mois qui suivent, la junte militaire organise le procès de six personnalités accusées d'être responsables de la défaite face aux Turcs,,,,. Utilisés comme boucs émissaires, ces notables monarchistes sont finalement exécutés, ce qui permet à l'Armée d'être exonérée de toute responsabilité dans la déroute. Elle étanche, par ailleurs, la soif de vengeance des soldats et des réfugiés micrasiates. Cependant, elle perpétue également la division apparue pendant la Première Guerre mondiale entre vénizélistes et monarchistes,.
À partir de juillet 1923, des officiers révolutionnaires se regroupent dans une ligue militaire, qui soutient l'abolition de la monarchie. Face à eux, les monarchistes s'organisent à leur tour. Le 22 octobre 1923, des militaires royalistes tentent de prendre le pouvoir par la force, sans succès,,,,. Cet événement est suivi d'une purge qui touche plus d'un millier d'officiers monarchistes. Il met, par ailleurs, un terme aux ambitions électorales du général Ioánnis Metaxás, qui doit trouver refuge à l'étranger,.
Le 16 décembre 1923, la junte militaire organise de nouvelles élections législatives, boycottées par les « populistes » (monarchistes), ce qui aboutit à la mise en place d'une assemblée dominée par les différentes factions vénizélistes,,,. Dans ces conditions, et en dépit de l'absence de majorité réellement républicaine au parlement,, les militaires obligent Georges II à partir en exil, avant de céder le pouvoir à une assemblée constituante en janvier,,. Ayant remporté les élections de 1923, Elefthérios Venizélos se montre réticent vis-à-vis de l'abolition de la monarchie. Rentré en Grèce après la remise du pouvoir à l'Assemblée constituante, il quitte la direction des affaires après seulement dix-neuf jours à la tête du gouvernement, du fait de son opposition aux constituants,.

#### La mise en place du régime républicain

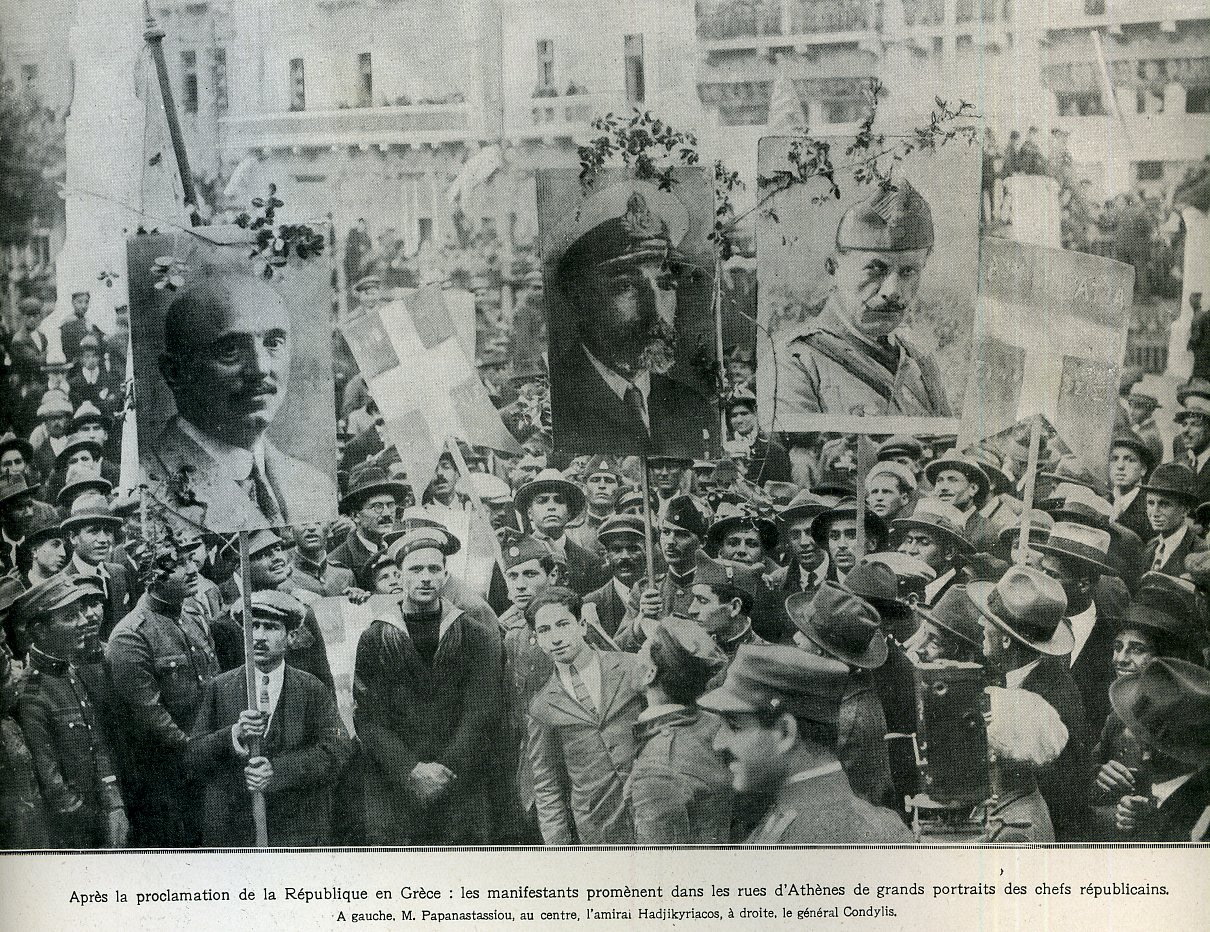
Défilé républicain à Athènes lors de la proclamation de la Deuxième République (1924).

Le démission et le départ en exil d'Elefthérios Venizélos ouvrent la voie au retour des militaires dans la vie politique nationale,. Geórgios Kaphantáris, successeur de Venizélos à la tête du gouvernement, doit ainsi démissionner sous la pression de l'Armée. Dans le même temps, le Parti libéral se divise en trois entités : les libéraux-progressistes de Kaphantáris, les libéraux-conservateurs d'Andréas Michalakópoulos et le groupe de Themistoklís Sofoúlis.
Sous la pression des militaires, les membres de l'Assemblée constituante votent à la quasi-unanimité la proclamation de la République,. Malgré les demandes des vénizélistes, qui souhaitaient soumettre la question du régime à un référendum populaire, les républicains radicaux obtiennent qu'elle soit d'abord soumise à un vote du parlement. C'est ainsi que sont proclamées la mise en place du régime républicain et la déchéance de la maison de Glücksbourg le 25 mars 1924,,. 
Un plébiscite est, malgré tout, organisé le 13 avril suivant afin de confirmer l'abolition de la monarchie,. Lors de la campagne qui s'ensuit, la classe politique montre clairement sa fragmentation puisque les vénizélistes soutiennent la république tandis que leurs opposants prennent parti pour la monarchie,. En dépit de la victoire du camp républicain, le Parti du peuple de Panagís Tsaldáris refuse de reconnaître la légitimité des nouvelles institutions, chose qu'il ne se résout à faire que huit ans après l'instauration de la République.

### La dictature du général Pángalos et le gouvernement d'unité nationale

#### Instabilité et dictature

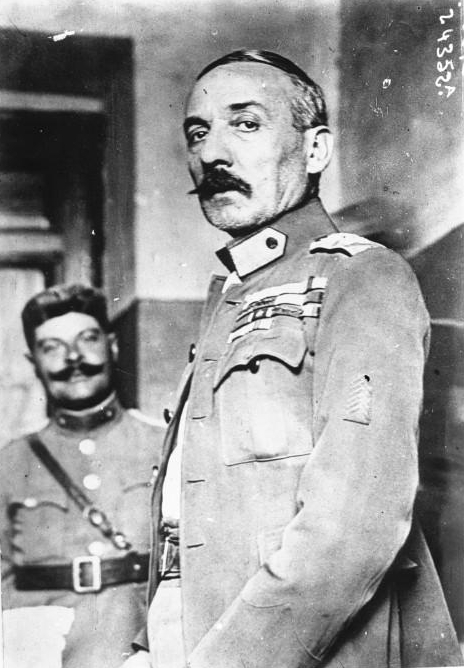
Le dictateur Theódoros Pángalos en 1925.

Le changement de régime ne résout pas les problèmes socio-économiques du pays, dont les relations avec ses voisins continuent à être tendues. L'échiquier politique est toujours profondément fragmenté, et de nombreux partis restent de simples plateformes destinées à promouvoir des candidats sans véritable programme. La faiblesse des formations politiques conduit à la mise en place de coalitions fragiles, qui se succèdent dans un contexte de forte instabilité parlementaire. Après la démission de Geórgios Kaphantáris, Aléxandros Papanastasíou lui succède à la tête du cabinet, avec le soutien des partisans de Themistoklís Sofoúlis et d'Andréas Michalakópoulos. Le nouveau Premier ministre perd cependant l'appui des autres factions vénizélistes et d'importantes figures de l'Armée à cause de ses projets de réformes économiques et sociales. La présidence du cabinet passe alors à Sofoúlis, avant d'être transmise, en octobre, à Michalakópoulos, qui est finalement renversé.
Le 25 juin 1925, le général Theódoros Pángalos organise en effet un coup d'État (el), qui lui permet d'imposer sa dictature sur le pays. Paradoxalement, ce putsch ne suscite presque aucune opposition et reçoit même l'appui du parlement, que le général dissout pourtant trois mois plus tard, le 30 septembre,. La veille, l'Assemblée avait en effet approuvé la promulgation d'une nouvelle constitution républicaine. Devenu officiellement dictateur en janvier 1926 avant d'être élu président de la République (en) en avril 1926,, Pángalos n'a d'autre programme que de mettre fin aux querelles politiques et à l'agitation de la presse. Autocratique et parfois excentrique, son gouvernement cherche toutefois à apaiser la vie politique nationale et à améliorer l'économie. Après une période de forte popularité, les purges auxquelles il se livre, son manque de succès en matière économique et sa politique étrangère offensive lui aliènent finalement l'Armée et la classe politique,.

#### Le coup d'État de Kondýlis et le gouvernement d'unité nationale

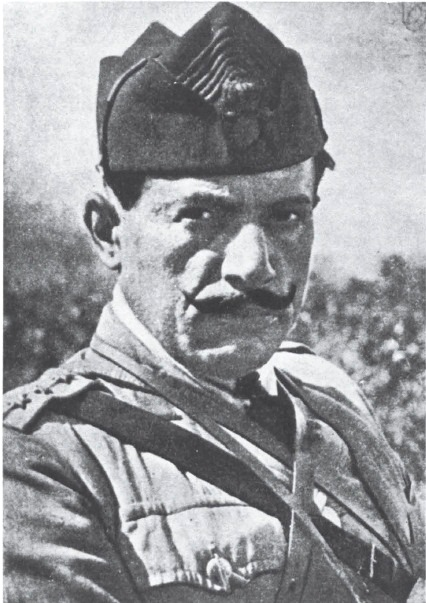
Le général Geórgios Kondýlis vers 1919.

Le 22 août 1926, la garde républicaine de Theódoros Pángalos, dirigée par le général Geórgios Kondýlis, finit par le renverser,,,,. L'incapacité des dirigeants des partis politiques à former une grande coalition, idée largement soutenue par les classes moyennes urbaines, permet alors à Kondýlis de présider temporairement le conseil des ministres, ce à quoi il renonce finalement sous la pression. Fin 1926, sont donc organisées de nouvelles élections législatives, remportées de justesse par les républicains,. Afin de conserver le soutien des réfugiés et de les empêcher de créer leurs propres factions politiques, Kondýlis a en effet effectué le premier versement des compensations qui leur avaient été promises.
Après ces élections, une vaste coalition est mise en place,, dans le but d'élaborer une nouvelle constitution,, qui est finalement approuvée le 3 juin 1927,,. Le nouveau cabinet est présidé par Aléxandros Zaïmis, qui reçoit l'appui des partis les plus importants,. Le nouveau gouvernement parvient à équilibrer le budget en augmentant les impôts et en réduisant les émissions de monnaie. En revanche, la commission instaurée pour étudier la réintégration des militaires monarchistes expulsés entre 1917 et 1923 et ainsi réconcilier vénizélistes et anti-vénizélistes échoue largement du fait de l'opposition des militaires républicains,.
La première formation à abandonner la grande coalition, en août 1927, est le Parti du peuple, qui laisse à ses anciens alliés la tâche ingrate de stabiliser l'économie. Il est suivi, en février 1928, par le Parti agraire et ouvrier (en),. Une fois désagrégée, la coalition laisse place, le 3 juillet 1928, à un nouveau gouvernement d'Elefthérios Venizélos, revenu d'exil en avril 1927,,. Le Premier ministre abolit alors immédiatement le scrutin proportionnel,,, mis en place par Kondýlis,, et convoque d'autres élections (en),,.

### Du retour de Venizélos à la Grande Dépression

#### La stabilisation du régime

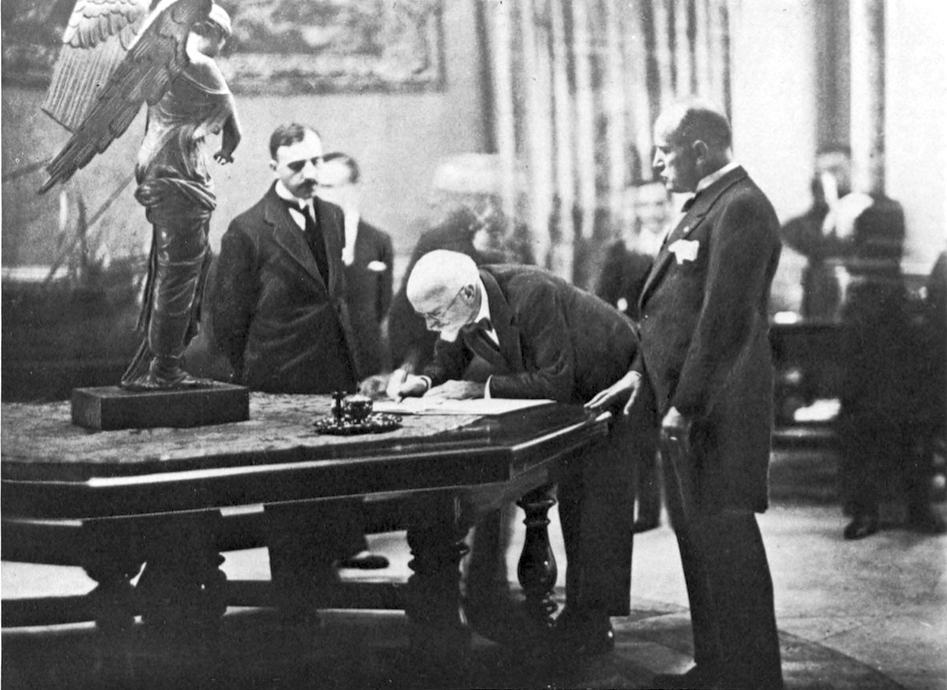
Venizélos et Mussolini en 1928.

Après une victoire éclatante (en) sur les monarchistes, qui se présentent en rangs divisés, et n'obtiennent qu'un tiers des voix,,, pour quinze députés, Elefthérios Venizélos parvient à réunir autour de lui presque toutes les branches du vénizélisme, à l'exception du Parti progressiste-libéral de Geórgios Kaphantáris,. Venizélos reçoit, en outre, un large appui de la population, épuisée par cinq ans d'instabilité parlementaire. Le cinquième gouvernement de Venizélos dure jusqu'en 1932, ce qui en fait le troisième cabinet ministériel le plus long depuis l'instauration du régime parlementaire en Grèce. Il s'agit, en outre, de l'un des rares gouvernements élus à partir d'un véritable programme politique, basé sur une volonté de modernisation économique, sociale et administrative.
Après les élections, Venizélos impose rapidement certaines réformes politiques, comme la restauration du Sénat. À l'international, il signe un traité d'amitié avec l'Italie fasciste, dans le but d'apaiser les relations avec Benito Mussolini, qui ne cache pas son ambition de dominer la Méditerranée orientale. Sur le plan économique, Venizélos cherche à développer l'agriculture, afin de substituer la production intérieure aux importations, satisfaire la demande nationale (particulièrement dans le domaine du blé, traditionnellement déficitaire) et augmenter les revenus des paysans. Le Premier ministre cherche également à développer le secteur industriel en profitant d'une main d'œuvre abondante et bon marché (composée d'anciens paysans déracinés et de réfugiés originaires d'Asie mineure) et en imposant des mesures protectionnistes. Afin d'y parvenir, son gouvernement crée une Banque agricole (el) , fait drainer des marécages, crée de nouvelles écoles et développe les communications, grâce à des prêts étrangers.
En revanche, Venizélos ne met pas un terme aux interférences de l'Armée dans la vie politique nationale. Il utilise, au contraire, les militaires qui le soutiennent pour combattre l'opposition. De la même façon, le Premier ministre n'en finit pas avec la corruption (en). En règle générale, Venizélos tend à laisser de côté la politique intérieure pour se concentrer sur les questions internationales, domaine dans lequel il obtient de notables succès. En outre, pour avoir été réellement efficace, son plan de développement aurait eu besoin d'une longue période de stabilité politique, économique et sociale, qui ne s'est pas produite.

#### La Grande Dépression et le retour de l'instabilité

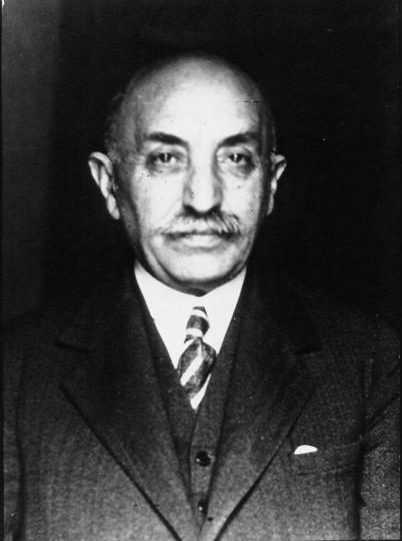
Panagís Tsaldáris, chef du Parti du peuple (1932).

La division des républicains, prompts à s'opposer au leadership de Venizélos pour accroître leur pouvoir personnel,, la corruption (en) et les difficultés économiques liées à la Grande Dépression contribuent à élimer la popularité du Premier ministre, qui a déjà largement perdu l'appui du monde ouvrier après la guerre gréco-turque. Conséquence directe de l'abandon de l'étalon-or par le Royaume-Uni en septembre, la crise économique mondiale atteint la Grèce à la fin de l'année 1931,,,.
Peu préparés à répondre aux conséquences de la crise, le Parti libéral, de plus en plus marqué à droite, comme le Parti du peuple, monarchiste, ne se montrent guère disposés à mettre en œuvre des réformes économiques profondes. Pendant plusieurs mois, Venizélos et ses partisans se contentent ainsi de poursuivre leurs projets de développement. De leur côté, les royalistes ont l'avantage d'être dans l'opposition depuis longtemps, ce qui leur permet d'accuser les vénizélistes d'être responsables de la situation du pays. Le camp républicain craint d'ailleurs que les soutiens de la monarchie profitent du mécontentement provoqué par la crise économique pour mettre en œuvre leurs projets de restauration. Quoi qu'il en soit, les autres mouvements politiques restent peu audibles dans le pays. Aux élections législatives de 1932 (en), les communistes n'obtiennent ainsi qu'une dizaine de sièges et l'extrême-droite deux,.
Dans ce contexte, Panagís Tsaldáris refuse, en mars 1932, de former un gouvernement d'unité nationale avec Venizélos. En mai suivant, un projet de vaste coalition des forces se réclamant du venizélisme échoue à son tour, ce qui conduit finalement Venizélos à rester à la tête du gouvernement,. En juin, l'homme politique crétois doit toutefois se résoudre à entreprendre des coupes budgétaires, faute d'avoir pu obtenir de nouveaux crédits à l'étranger. Face à la perspective de nouvelles élections, il rétablit le scrutin à la proportionnelle et se présente comme le seul rempart des républicains face à une opposition accusée de vouloir rétablir la monarchie,. Malgré tout, Venizélos sort des élections du 25 septembre 1932 profondément affaibli : il a beau avoir obtenu le plus de voix, il perd en effet la majorité parlementaire,,.
Tsaldáris ayant, une nouvelle fois, refusé de former une coalition avec lui, Venizélos accepte de voir son opposant former son propre gouvernement. Les monarchistes n'ayant pas la majorité au parlement, leur gouvernement se retrouve en effet à la merci de l'opposition,,. Après seulement deux mois, et alors même que la session parlementaire n'a pas encore commencé, l'homme politique crétois contraint Tsaldáris à démissionner, car il craint que Kondýlis et Metaxás minent sa position dans l'administration publique et, en particulier, dans l'Armée. Dans ces conditions, Venizélos reprend la présidence du gouvernement pour la septième et dernière fois,. Dans le même temps, de nouvelles élections (en) sont convoquées en mars,,.

### L'échec de la République

#### La défaite de Venizélos et l'arrivée au pouvoir du Parti du peuple

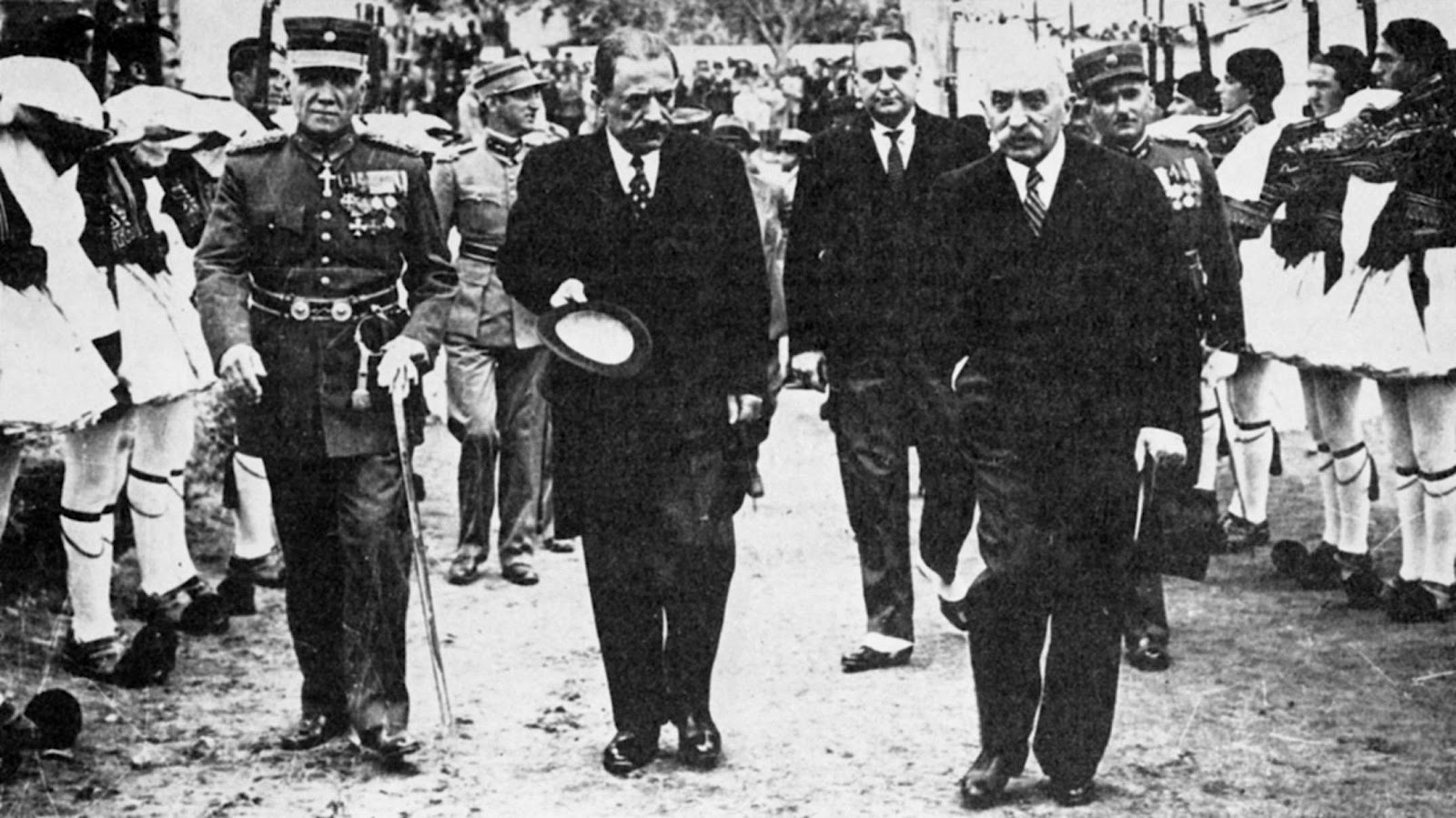
Kondýlis (au milieu) et Tsaldáris (à droite) en 1935.

Elefthérios Venizélos se présente aux élections (en) à la tête d'une vaste coalition regroupant mouvements vénizélistes et Parti agrarien,. Face à lui, l'opposition fait front commun. Elle réunit le Parti du peuple de Panagís Tsaldáris, le Parti des libres-penseurs (en) de Ioánnis Metaxás, le Parti radical national (en) de Geórgios Kondýlis (qui a pourtant cherché, en vain, à faire alliance avec Venizélos) ainsi que quelques membres du Parti agrarien. Tournant autour de la crise économique, les débats organisés durant la campagne électorale sont électriques et donnent lieu à de violentes attaques mutuelles.
Finalement, le Parti du peuple, monarchiste et dans l'opposition pendant la quasi-totalité de l'Entre-deux-guerres, remporte les élections de mars 1933. Ayant finalement accepté de reconnaître les institutions républicaines, Tsaldáris est en effet parvenu à capter une partie du vote républicain en capitalisant sur le mécontentement vis-à-vis de Venizélos. Venizélistes et anti-vénizélistes obtiennent pourtant à peu près le même nombre de voix, mais les seconds profitent du découpage électoral, qui les avantage,,,,. À peine le résultat des élections annoncé, le général Nikólaos Plastíras tente de s'emparer du pouvoir par la force (el),,, dans le but d'empêcher une restauration monarchique,,. N'ayant bénéficié d'aucun soutien, le militaire républicain doit fuir la Grèce,, ce qui n'empêche pas Venizélos de devoir affronter une accusation parlementaire, infondée,.
Le 6 juin 1933, Venizélos est victime d'une tentative d'assassinat,, organisée par le chef de la police de sécurité nommé par Tsaldáris,,. L'attentat accentue les tensions politiques entre vénizélistes et anti-vénizélistes,,. Le gouvernement conservateur essaie en effet de retarder l'enquête concernant la tentative de meurtre, ce qui aiguise la colère des républicains. Au fil des mois, les tensions augmentent et chaque nouveau projet du gouvernement est prétexte à de violentes critiques, comme lors de la tentative de réforme de l'Armée ou de modification du mode de scrutin. Le refus des autorités d'organiser certaines sessions parlementaires conjointes entre l'Assemblée et le Sénat et la signature du Pacte balkanique sont également objets de frictions, tout comme les rumeurs accusant Metaxás et Kondýlis d'ourdir un nouveau coup d'État,. Dans ces conditions, les tentatives de conciliation menées par les modérés des deux camps échouent, tant du fait de l'intransigeance de Venizélos et de Kondýlis qu'à cause de l'incapacité de Tsaldáris de maîtriser ses partisans les plus radicaux.

#### La défaite du camp républicain et la restauration de Georges II

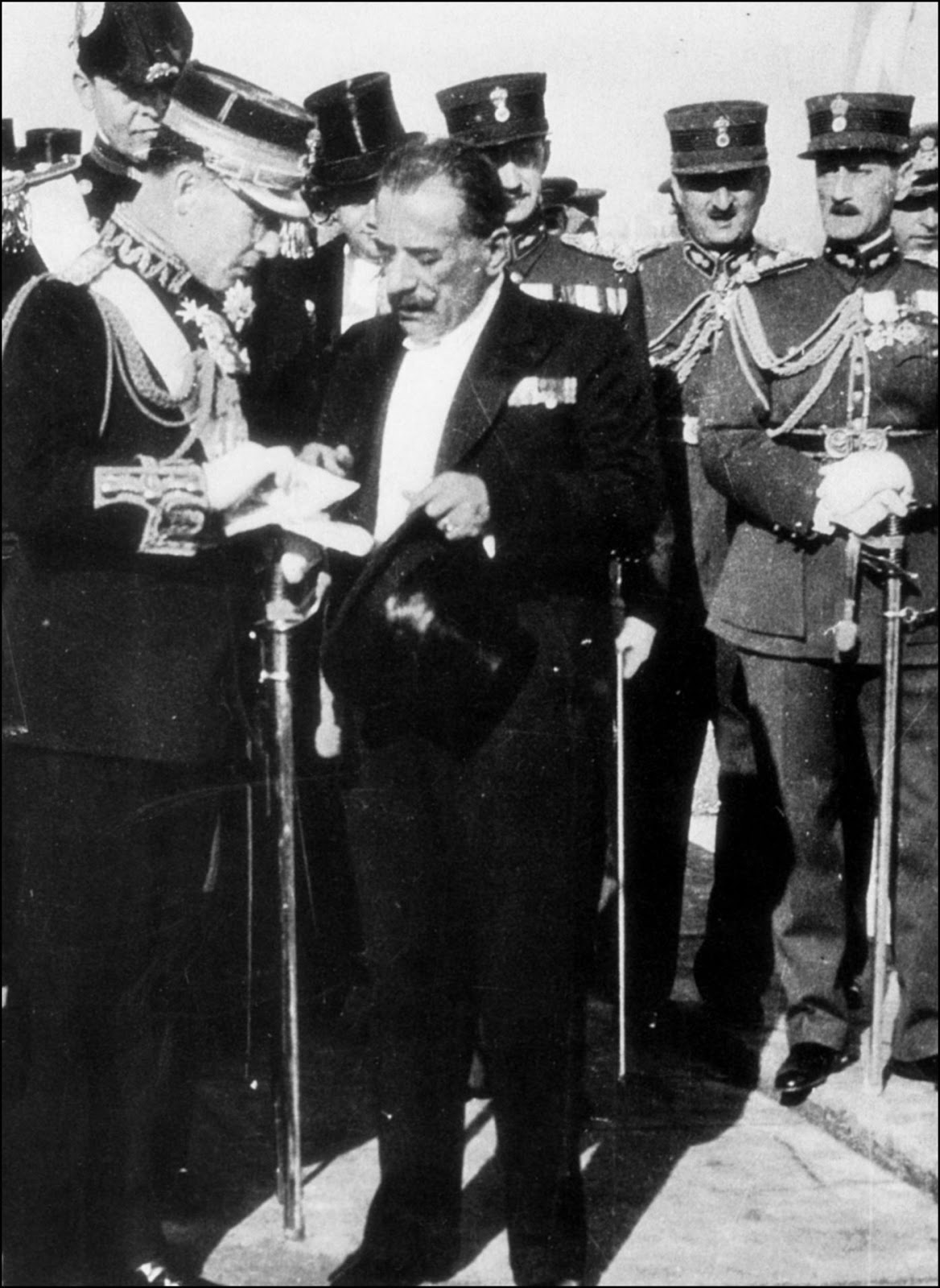
Georges II et le général Kondýlis, en 1935.

Dans ce contexte explosif, un groupe d'officiers républicains organise, avec la complicité du Parti libéral, une nouvelle tentative de coup d'État le 3 mars 1935,,,,,. Le but des militaires est de confier le pouvoir à Nikólaos Plastíras et, cette fois, Elefthérios Venizélos est averti de la manœuvre, qu'il soutient. Cependant, le putsch est déjoué par le général Kondýlis, devenu ministre de la Guerre du gouvernement Tsaldáris. Pour échapper à la répression, Venizélos et les unités soulevées de la flotte trouvent refuge au Dodécanèse italien,. De son côté, Nikólaos Plastíras s'exile en France. Dans ces conditions, Venizélos est condamné à mort par contumace,. Dans le même temps, les officiers vénizélistes sont limogés de l'Armée. Une purge est également organisée dans la fonction publique, tandis que le Sénat est aboli, ce qui renforce le contrôle de l'État sur l'Administration,,, .
De nouvelles élections législatives (en) sont organisées en juin 1935,,, auxquelles seuls des partis conservateurs participent,. Soutenu par Kondýlis, Tsaldáris se présente alors comme le garant des institutions républicaines face à un Ioánnis Metaxás qui plaide en faveur d'une restauration monarchique. En dépit de sa large victoire électorale, Tsaldáris perd bientôt du terrain face aux plus radicaux,, d'autant que Kondýlis finit par se positionner, lui aussi, en faveur du retour de la monarchie,,. Dans ces conditions, Tsaldáris n'a d'autre choix que d'annoncer, le 10 juillet, l'organisation d'un référendum institutionnel, prévu pour le 15 novembre,.
Cependant, les militaires monarchistes se méfient de la tiédeur de Tsaldáris et redoutent le résultat du référendum. Le 10 octobre 1935, ils organisent donc un coup d'État contre le Premier ministre, qui doit renoncer à la présidence du conseil en faveur de Kondýlis,,,,,,,. À la tête du gouvernement, ce dernier gouverne avec l'appui d'un parlement dont ont été épurés les soutiens de Tsaldáris. Commence alors une courte période de persécution des libéraux et des personnalités de gauche,, durant laquelle le Parti communiste est, par exemple, interdit. 
Finalement, le 3 novembre 1935, Kondýlis organise un référendum truqué durant lequel pas moins de 97 % des votants se positionnent en faveur du rétablissement de la monarchie,,,,,,. Ainsi rappelé à la tête du pays, Georges II rentre en Grèce le 25 novembre, après onze ans d'exil,,,,,,. Dans un premier temps, le camp républicain refuse d'admettre le retour de la royauté. Cependant, Venizélos accepte finalement de reconnaître la légitimité du monarque en échange de la restauration du système parlementaire et de la concession d'une amnistie générale. Le roi ayant accepté ces conditions, Kondýlis présente sa démission et Georges II nomme un modéré à la tête du gouvernement,,,,…

## Relations internationales

### Conflits avec les pays voisins

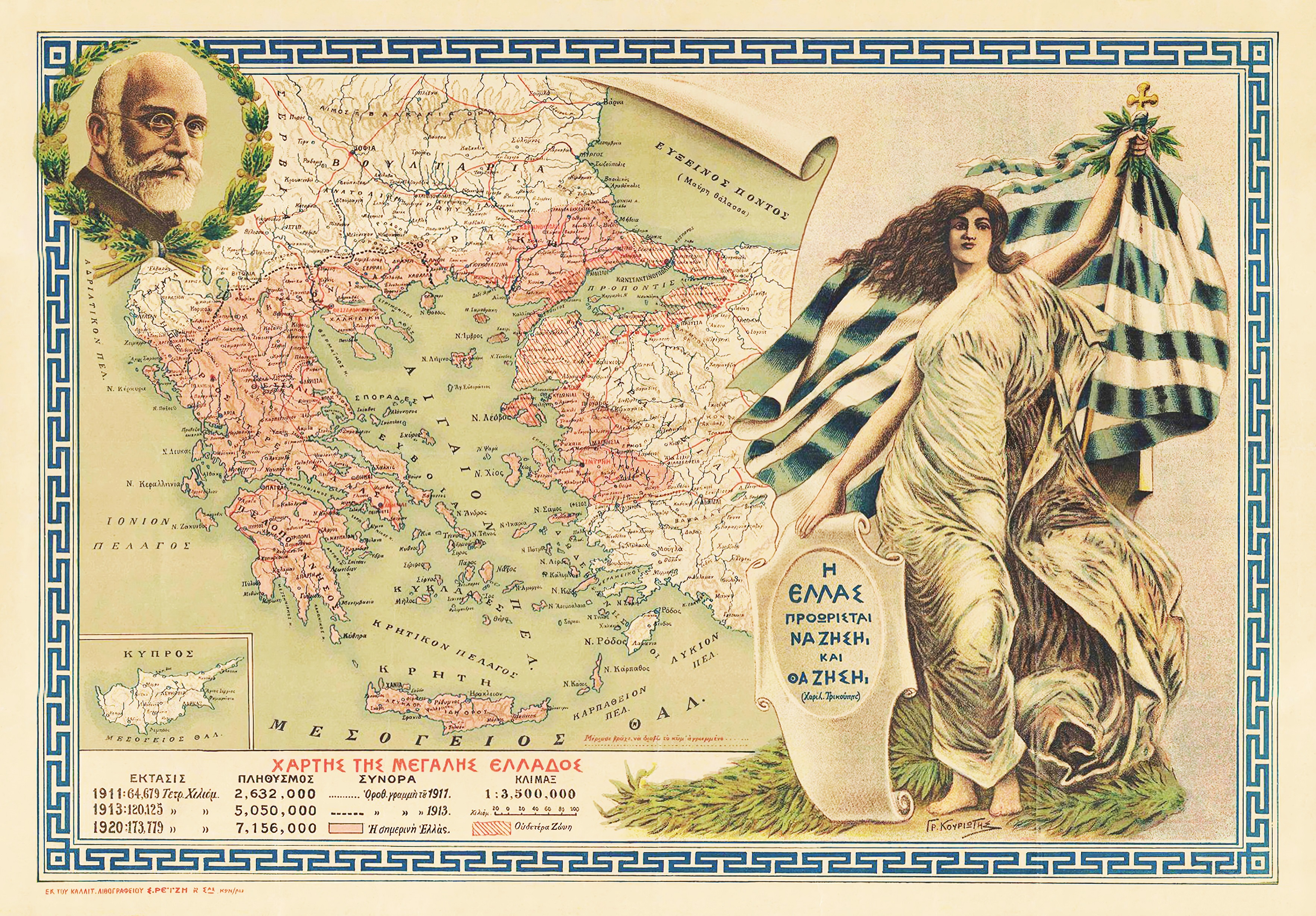
Après la guerre gréco-turque, la Grande Idée cesse d'être le moteur de la politique étrangère grecque.

Peu avant l'instauration de la Seconde République, la Grèce reconnaît sa défaite face à la Turquie et signe le traité de Lausanne, largement négocié par Elefthérios Venizélos. Cela conduit le pays à renoncer à la Grande Idée, qui cesse d'être au cœur de sa politique étrangère. Les relations avec la Turquie restent, malgré tout, difficiles et des divergences (sur la communauté grecque d'Istanbul (en), sur les propriétés des émigrés, etc.) subsistent jusqu'à leur résolution partielle dans les années 1930. Dans le même temps, la Grèce est confrontée aux velléités expansionnistes de l'Italie fasciste en méditerranée orientale. En août 1923, des troupes italiennes occupent Corfou sous prétexte de l'assassinat d'un officiel italien lors de la délimitation de la frontière gréco-albanaise,. Sous la pression internationale, l'île est finalement libérée mais Rome reste une menace pour la Grèce jusqu'à la Seconde Guerre mondiale.
Durant la Deuxième République, la Grèce connaît également des frictions avec la Bulgarie,. Le 29 septembre 1924, les deux pays s'accordent pour reconnaître comme bulgare la minorité slavo-macédonienne vivant au nord de la Grèce, permettant ainsi de placer cette population sous la protection des traités relatifs aux minorités nationales de la Société des Nations. Cependant, l'opposition de la Yougoslavie à ce projet fait reculer le gouvernement, d'autant qu'une partie de l'opinion publique hellène y est défavorable. En octobre 1925, l'armée grecque occupe une petite partie du territoire bulgare après l'assassinat de militaires postés à sa frontière. Finalement, la SDN oblige la République hellénique à se retirer et à payer des indemnités d'occupation à Sofia, en échange de dédommagement pour ses militaires assassinés.
Les relations avec l'Albanie sont, elles aussi, tendues. La Grèce revendique en effet l'Épire du Nord, dont elle considère la population orthodoxe comme grecque. De son côté, Tirana exige la reconnaissance des droits de la minorité tcham (albanophone et musulmane), établie au nord-ouest de la Grèce. L'influence croissante de l'Italie en Albanie conduit néanmoins Athènes à faire taire ses réclamations, afin de ne pas indisposer Rome. Finalement, les liens de la Grèce avec la Yougoslavie ne sont pas très bons non plus. Entre 1923 et 1929, les deux pays sont en désaccord à propos des concessions yougoslaves à Thessalonique, que Belgrade voudrait étendre. Malgré tout, les relations difficiles que Grecs et Yougoslaves entretiennent avec les Bulgares les conduisent à renforcer leurs liens.

### Accords bilatéraux et apaisement des relations de voisinage
Peu confiants dans la Société des Nations, les gouvernements grecs successifs tentent d'assurer la sécurité de leur pays via des accords bilatéraux, dont un est même signé avec l'Italie fasciste après le retour d'Elefthérios Venizélos aux affaires, en 1928,,,. Celui-ci est suivi d'un traité avec la Turquie, en juin et octobre 1930, qui met fin aux disputes entre les deux pays et inaugure une période de relations cordiales,,,. Il s'explique par la volonté de Venizélos d'éviter la compétition avec Ankara en mer Égée, qui aurait pu s'avérer coûteuse et mettre en péril le plan de développement grec, et par le désir de Mustafa Kemal de se concentrer sur la modernisation de son pays. 
Afin de maintenir de bonnes relations avec le Royaume-Uni, principale puissance en Méditerranée, Venizélos refuse de soutenir l'irrédentisme des Chypriotes grecs, en dépit de leur soulèvement contre la colonisation britannique en 1931,. Venizélos cherche, en revanche, à éviter la dépendance de son pays vis-à-vis d'une seule grande puissance, c'est pourquoi il veut maintenir de bonnes relations avec tous les pays présents en Méditerranée, et particulièrement avec ses voisins,,. Dans ces conditions, le leader libéral signe avec les Yougoslaves un nouvel accord concernant le port de Thessalonique (17 mars 1929), qui débouche sur un traité d'amitié et d'arbitrage un mois plus tard,. En revanche, les relations avec la Bulgarie ne se réchauffent guère : la question du débouché de la Bulgarie sur la mer Égée reste non résolue, en dépit des concessions de Venizélos, juste suffisantes pour que Sofia accepte de renouer des relations diplomatiques avec Athènes,.
Après la déroute électorale de Venizélos en 1933, l'ère des accords bilatéraux prend fin et la Grèce intègre une large coalition internationale, le Pacte balkanique (1934), qui unit le pays à la Turquie, à la Roumanie et à la Yougoslavie. Ce traité vise à maintenir l'équilibre de la région et à frustrer les ambitions territoriales de la Bulgarie,. Les relations de la Grèce avec l'Italie se détériorent. Cette dernière voudrait, elle aussi, imposer un nouvel ordre aux Balkans,. Jusqu'en 1935, cependant, de bonnes relations entre Athènes et Rome ne sont pas incompatibles avec une amitié avec Londres et Paris, compte tenu des tractations diplomatiques que mène Mussolini avec la France et le Royaume-Uni. Finalement, l'invasion de l'Éthiopie par l'Italie (1935-1936) réveille l'intérêt de la Grande-Bretagne pour la Grèce, du fait de la situation stratégique de cette dernière en Méditerranée orientale. Dans ces conditions, Athènes s'éloigne progressivement de ses alliés balkaniques pour se rapprocher de Londres.

## Économie et société

### Caractéristiques générales

#### Une économie centrée sur l'agriculture et le secteur public

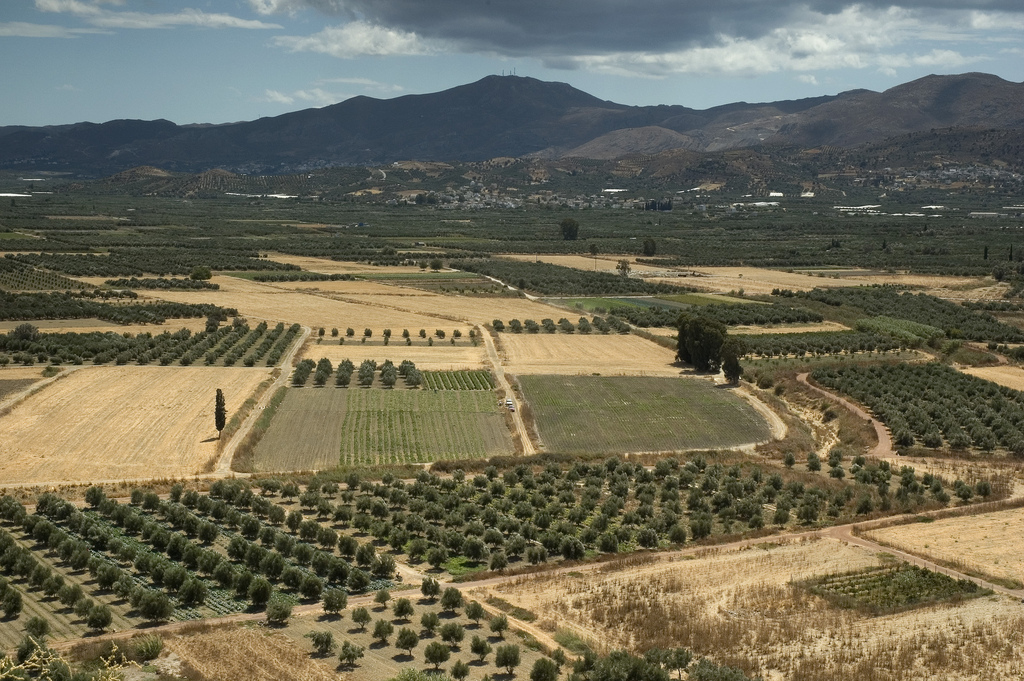
Paysage rural en Crète (2009).

L'économie de la Deuxième République repose essentiellement sur le secteur agricole, qui emploie plus de la moitié de la population,, bien que seules 20 % des terres du pays soient cultivables. L'agriculture grecque souffre, toutefois, d'importants déséquilibres puisque seules 12 % des surfaces cultivables sont consacrées à la céréaliculture. Dans ces conditions, les régions montagneuses se retrouvent constamment déficitaires en nourriture et le pays est dans l'obligation d'importer de grandes quantités de grains. 
L'activité minière se résume à la production d'aluminium, d'ailleurs entièrement tournée vers l'exportation. Ainsi, le transport ferroviaire dépend intégralement des importations de charbon britannique. Du côté de l'industrie, le secteur du textile (et du coton, en particulier) est le seul à posséder une certaine importance.
La Deuxième République connaît ainsi une balance commerciale constamment et profondément déficitaire durant la période. Entre 1923 et 1929, la valeur des importations est ainsi multipliée par deux par rapport aux exportations et la situation ne s'améliore guère durant la Grande Dépression. Il en va de même avec la balance des paiements, qui n'est équilibrée que grâce aux prêts étrangers, jusqu'à leur complète disparition au moment de la crise économique mondiale. L'État, principal moteur de l'économie, se retrouve ainsi en déficit permanent, ce qui limite ses capacités d'investissements à long terme et les plans de développement. Il bénéficie cependant de deux apports financiers importants : celui de la marine marchande, secteur anciennement développé, et celui de la diaspora, dont les transferts d'argent sont importants.

#### Une société largement rurale mais qui connaît une forte urbanisation

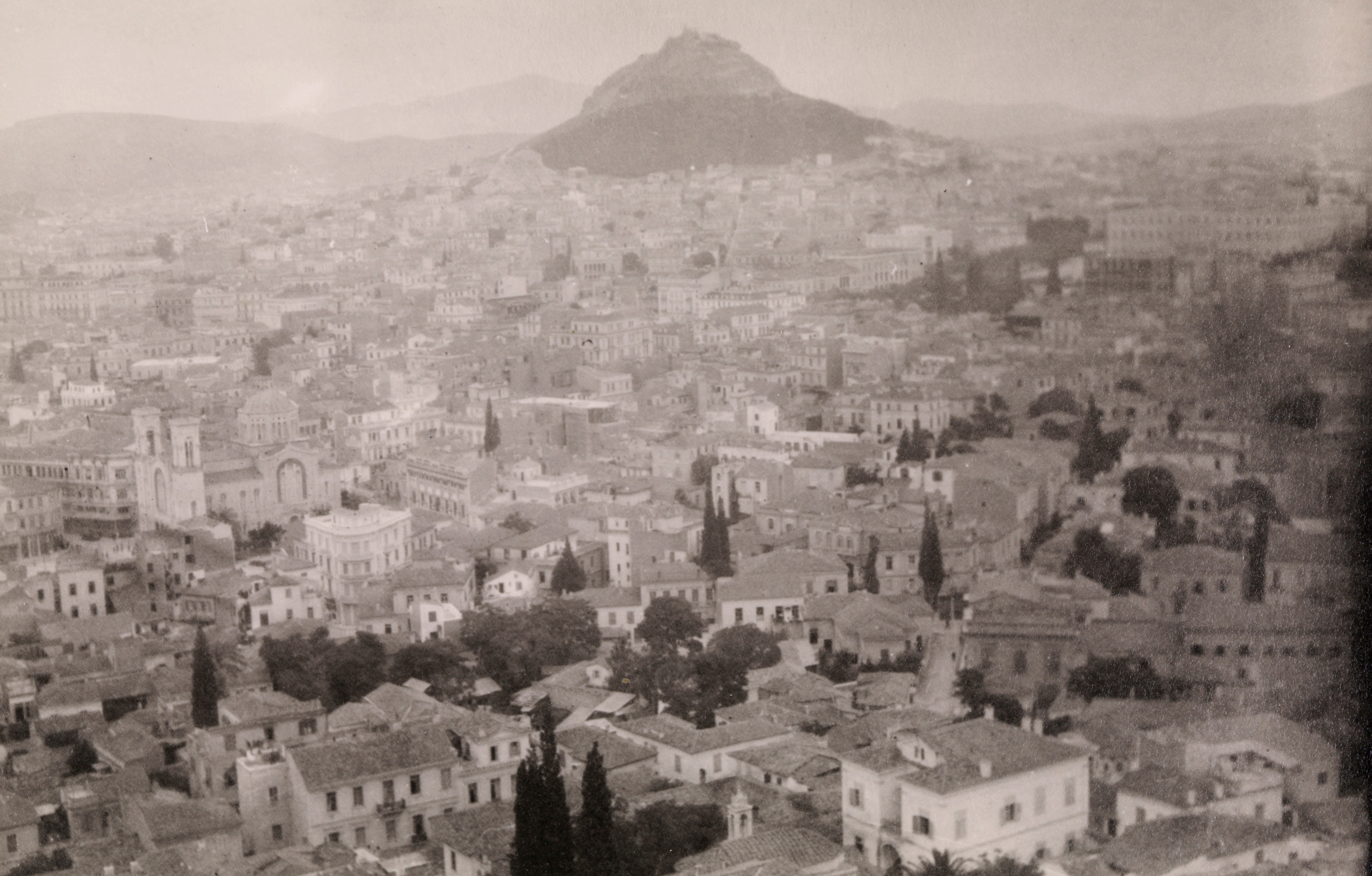
Athènes vers 1925.

Dans le pays, moins de dix villes dépassent les quinze milles habitants. Cela n'empêche pas certaines métropoles de croître fortement. Ainsi Athènes, qui comptait moins de deux cents milles âmes au début du siècle, approche le demi-million d'habitants dans la décennie 1920 et dépasse le million à la veille de la Seconde Guerre mondiale. La croissance démographique rapide, commune à tous les pays de la péninsule balkanique, aggrave la situation de la paysannerie du fait de la fragmentation progressive des 
parcelles cultivées. On estime ainsi qu'environ la moitié de la population rurale a, à cette époque, une production excédentaire.
Le secteur industriel connaît une forte croissance durant l'Entre-deux-guerres, mais reste très minoritaire et les ouvriers, encore peu nombreux à la veille de la Seconde Guerre mondiale (350 000 en 1938 contre 280 311 en 1930), sont soumis à des conditions de travail éprouvantes. La majorité des ouvriers travaille, par ailleurs, dans des ateliers ou de petites usines dont les patrons ne se différencient guère, socialement et économiquement, de leurs employés. Souvent propriétaires d'une maison ou d'un lopin de terre dans leur village d'origine, ces ouvriers restent idéologiquement proches de la paysannerie et de la petite bourgeoisie. Ainsi, en dépit de la violence du monde industriel, seuls quelques groupes minoritaires, comme les réfugiés micrasiates, participent au développement du mouvement ouvrier.
Le développement de l'industrie ne parvient pas à absorber l'excédent de populations rurales, situation, encore une fois, commune à toutes les Balkans. Or, les restrictions relatives à l'immigration imposées par les États-Unis au début de la décennie 1920 accentuent le problème du chômage rural. Pourtant, les conditions précaires de la paysannerie ne favorisent pas l'apparition d'un puissant mouvement agrarien. Créé en 1923, le Parti agrarien grec dépasse ainsi rarement les 6 % de voix lors des élections successives.
Une autre caractéristique importante de la société grecque est la faiblesse du secteur privé, qui favorise le développement du clientélisme. De fait, en l'absence de puissante bourgeoisie, les notables au pouvoir utilisent les ressources de l'État à leur profit et à celui de leurs partisans. En outre, l'interventionnisme étatique favorise la multiplication des fonctionnaires, qui n'obtiennent leurs postes que grâce aux faveurs de la classe politique, obtenues en échange d'un actif soutien électoral.
Enfin, les femmes se retrouvent presque complètement exclues de la vie politique et sociale.

#### Grandes phases économiques

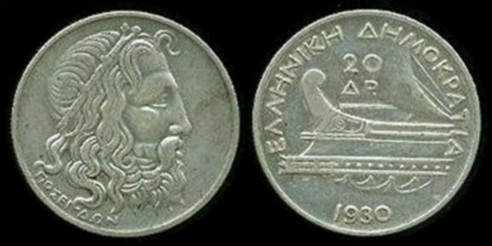
Pièce de 20 drachmes datée de 1930.

L'économie grecque traverse trois grandes phases durant l'Entre-deux-guerres :
- Une période de dépression durant les années d'après-guerre (1923-1927), marquée par les difficultés liées à l'accueil des réfugiés micrasiates et les efforts infructueux des gouvernements successifs pour maintenir la valeur de la drachme ;
- Une période de croissance limitée (1927-1932), durant laquelle la monnaie est stabilisée pour un temps ;
- Une seconde période de crise, due à la Grande Dépression et à la banqueroute de 1932 (el), moment où le pays est contraint de suspendre le paiement de sa dette extérieure[155].

### L'immédiat après-guerre

#### Une réforme agraire peu efficace
Pendant la Première Guerre mondiale et l'immédiat après-guerre, la Grèce met en œuvre une importante réforme agraire, qui dépossède les grands propriétaires terriens au profit de la paysannerie,. Cette réforme agraire est engagée dans le but d'installer les réfugiés originaires d'Anatolie dans les campagnes, où les surfaces cultivées augmentent alors de 55 %,,. Au total, près de 38 % des surfaces cultivées sont ainsi redistribuées. Parmi ces terres, on estime qu'un peu plus de la moitié appartenait à des Turcs ou à des Bulgares ayant fui la Grèce,. En dépit de l'amélioration des pratiques agricoles et du développement de la culture du tabac qui lui est liée, la réforme agraire ne parvient pas à améliorer la situation de la paysannerie, qui souffre de la surpopulation des campagnes. De fait, la redistribution des terres n'est pas accompagnée des mesures complémentaires qui auraient pu la rendre efficace : les crédits, l'aide technique et la formation des nouveaux propriétaires sont minimes ou inexistants. 

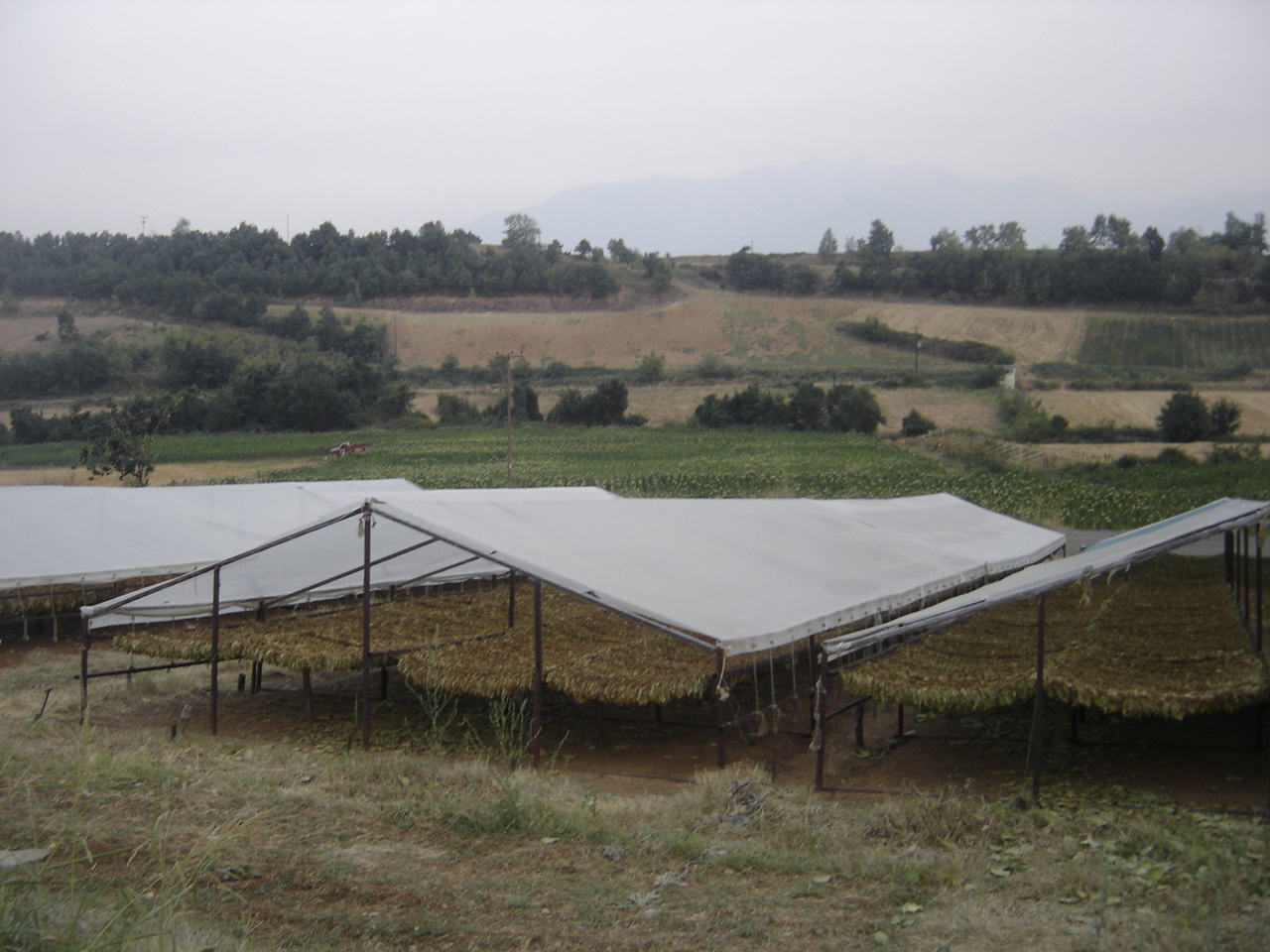
Séchage du tabac à Vria (2007).

Dans la décennie 1920, la paysannerie subit la crise agraire mondiale, qui frappe tout spécialement l'Europe et qui s'explique par la surproduction, qui fait chuter les prix dès avant la Grande Dépression. La chute des prix fait que le revenu moyen de la paysannerie grecque est notablement inférieur à la moyenne nationale, ce qui menace de faire tomber les ruraux dans la pauvreté. Dans ces conditions, la dette des paysans vis-à-vis des banques et des usuriers augmente. En 1937, elle atteint 43,3 % des revenus de ce groupe social et affecte 70 % de ses représentants. La précarité des campagnes accentue alors l'exode rural, qui profite davantage aux villes grecques après 1922.
L'installation des réfugiés micrasiates n'est pas organisée par le gouvernement, qui en confie la charge à une organisation autonome, le Comité d'établissement des réfugiés (el) (Επιτροπή Αποκατάστασης Προσφύγων, ΕΑΠ), qui n'est dissoute qu'en 1930, après avoir installé 145 758 familles en Macédoine et en Thrace occidentale, surtout. Ce Comité bénéficie du soutien de la Société des Nations, ce qui lui permet d'obtenir des prêts venus de l'étranger.
La situation des réfugiés qui s'installent en ville est plus difficile encore, aussi bien à cause du chômage élevé que des mauvaises conditions de logement. Le Comité fait construire pas moins de 27 000 maisons à leur intention mais cela n'empêche pas 30 000 familles originaires d'Asie mineure de vivre encore dans des baraquements et des bidonvilles en 1930. Il reste que le coût de l'installation des réfugiés est gigantesque : il absorbe la moitié du budget de l'État durant vingt ans, ainsi que plusieurs emprunts levés à l'étranger. Il permet néanmoins de stimuler largement l'industrie et l'agriculture grecques, jusqu'alors endormies.

#### Endettement et inflation

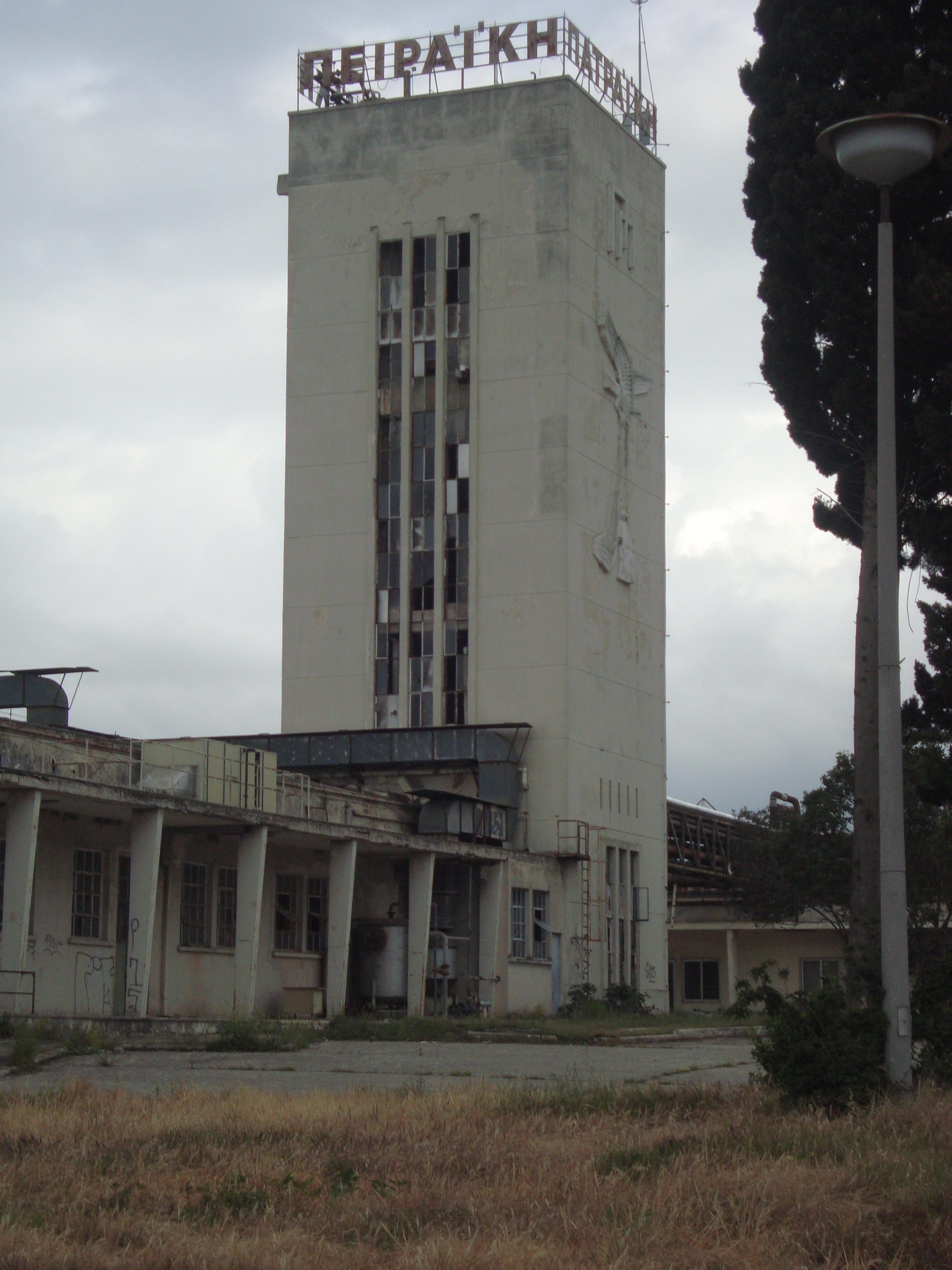
Ruines de l'ancienne usine Piraiki Patraiki Textile, à Patras (2011).

Dès avant la défaite face à la Turquie, la Grèce connaît une forte inflation, qui conduit à une dévaluation de la drachme. La tendance s'accentue cependant sous la Deuxième République. L'arrivée de plus d'un million de réfugiés sans ressources (soit un cinquième de la population du pays), déséquilibre davantage la balance des paiements. La production nationale se révèle en effet incapable de satisfaire la demande, ce qui contraint le pays à augmenter ses importations, d'où un grand besoin en devises étrangères et une nouvelle dévaluation de la drachme, déjà fragilisée par les méthodes utilisées par le gouvernement pour financer le déficit budgétaire,. Le déficit commercial et la nécessité de secourir les réfugiés obligent la Grèce à solliciter des emprunts à l'étranger et à dévaluer sa monnaie. La fluctuation continuelle de la drachme rend alors attractive la spéculation sur la valeur des devises, qui détourne une partie du capital national des investissements, entre 1923 et 1926. La tentative du gouvernement de rehausser les taux d'intérêts pour favoriser l'épargne et l'investissement échouent, rendant plus difficile le développement de l'industrie nationale. L'instabilité politique permanente rend en outre le pays moins attractif pour les investisseurs étrangers.
L'industrie se développe rapidement, mais irrégulièrement, durant la décennie 1920, aussi bien du fait de la croissance de la demande, que du fait de la politique de l'État ou de la présence d'une main d'œuvre bon marché largement composée de réfugiés. Si l'abondance de travailleurs micrasiates favorise la croissance de l'industrie, elle conduit aussi au maintien de conditions de travail très dures, marquées par des salaires peu élevés, le recours à la main d'œuvre infantile et les longues journées de labeur. La politique protectionniste du gouvernement soutient aussi le développement de l'industrie, mais favorise surtout les entreprises au faible capital, peu efficaces et dépendantes des travailleurs mal payés. À court terme, elle permet, malgré tout, de pallier le problème du chômage.
Pendant la dictature du général Pángalos (1926), le gouvernement grec n'ayant pu obtenir de nouveau prêt à l'étranger du fait de son incapacité à rembourser les intérêts de la dette, impose un emprunt forcé à sa population afin de ne pas émettre davantage de monnaie et d'éviter ainsi une accélération de l'inflation,. Avec l'argent obtenu, Pángalos prévoit de financer l'invasion de la Thrace orientale turque. Après la chute du dictateur, et sous la pression des créanciers internationaux, le nouveau gouvernement impose l'équilibre budgétaire en réduisant les dépenses publiques, dans l'espoir d'attirer les investisseurs étrangers, mais affaiblit ainsi la croissance économique.

### De la stabilisation à la dépression

#### Une stabilisation partielle

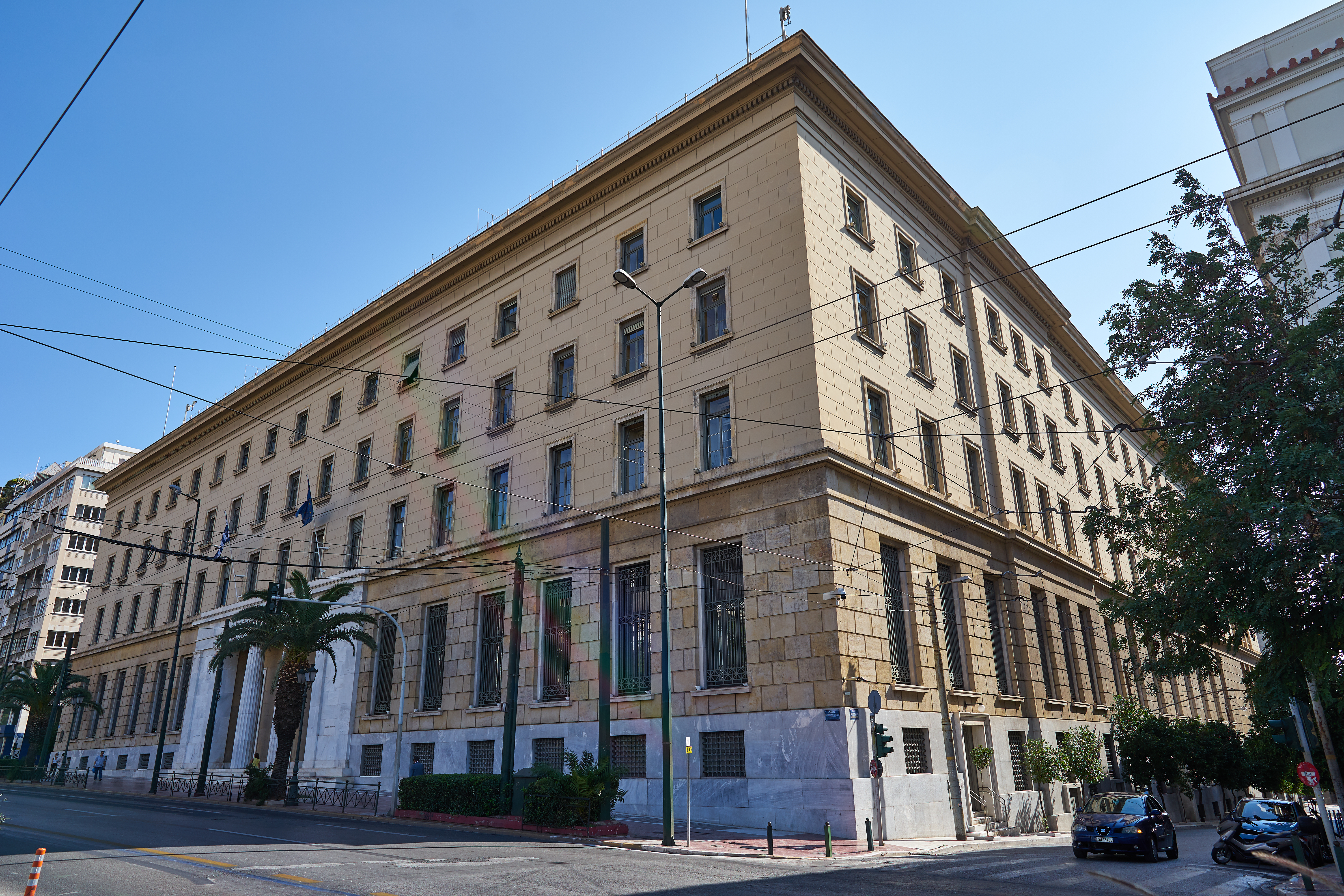
Le siège de la Banque de Grèce, à Athènes (2015).

En 1928, les créanciers étrangers imposent au pays la création de la Banque de Grèce, dans le but d'assumer le rôle de banque centrale compétente en matière d'émission et de circulation de la monnaie, de volume du crédit et de fixation des taux d'intérêt. La valeur de la devise est stabilisée à la fin de cette année-là, mais au prix d'une perte de 95 % de sa valeur par rapport à l'avant-Première Guerre mondiale.
Une fois les disputes concernant les dettes de guerre grecques résolues, les investissements étrangers arrivent en grandes quantités en Grèce. Avec les crédits obtenus entre 1928 et 1931, Elefthérios Venizélos met en œuvre une politique de grands travaux publics,,. Le chef des libéraux crée la Banque agricole (el) en 1929, afin de permettre aux paysans d'obtenir des crédits dans de meilleures conditions. En fait, Venizélos appuie son plan de développement national (principalement destiné à la défense de son électorat bourgeois) sur des capitaux étrangers, ce qui nécessite une hausse des exportations, payées en devises. 
Entre 1917 et 1932, la dette extérieure grecque passe de 360 à 790 millions de dollars, ce qui correspond aux deux tiers du budget national. Le gouvernement craint le mécontentement social et la menace qu'il peut constituer pour l'ordre en place. Dans ces conditions, il adopte, dès 1929, une législation clairement dirigée contre l'agitation communiste, qui est également utilisée contre les syndicats et le mouvement ouvrier en général,. Une des mesures prises pour pallier le mécontentement est le moratoire sur le paiement des crédits souscrits par les paysans, promulgué pour cinq ans en 1931 et renouvelé pour douze ans en 1937. Une autre mesure, prise à la fois pour améliorer la situation des campagnes et prévenir de possibles mouvements révolutionnaires, est l'achat du blé par l'État à un prix supérieur à ceux du marché en 1930.
La législation éducative, qui n'a jamais pu être appliquée totalement, favorise une stratification sociale conservatrice, même si elle permet de réels progrès dans l'alphabétisation et soutient la formation technique. Elle complique en effet l'accès à l'enseignement secondaire et supérieur des moins favorisés.

#### La Grande Dépression et ses conséquences

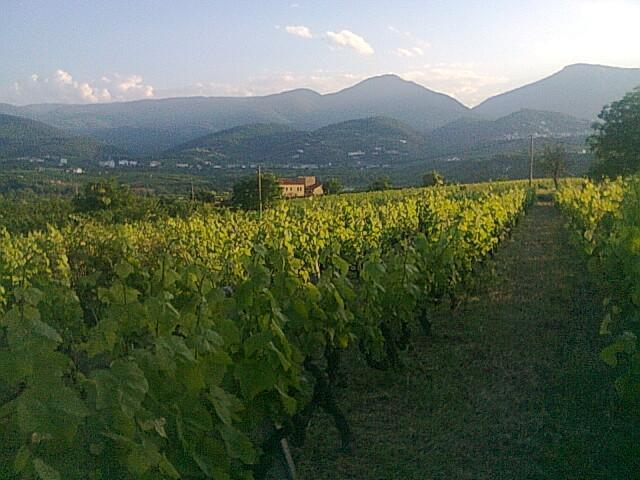
Vignobles de Naoussa, en Macédoine centrale.

L'arrivée de la Grande Dépression affecte durement le pays en réduisant notablement ses exportations. À partir de 1931, elle prive même la Grèce de financements internationaux. Dans le même temps, les remises envoyées par la diaspora diminuent, elles aussi, drastiquement.
Deux points expliquent la vulnérabilité des exportations grecques face à la crise économique mondiale. D'abord leur concentration sur deux matières premières (le tabac et le raisin), qui assurent à eux seuls 70 à 80 % des revenus liés aux exportations. Ensuite, le fait qu'il s'agisse de « produits de luxe », parfaitement dispensables dans les moments de difficulté économique,. À cela s'ajoute le fait que ces deux biens subissent la concurrence des producteurs américains. Le tabac est le premier à subir les effets de la dépression, du fait de sa dépendance vis-à-vis du marché allemand : ses exportations chutent ainsi de plus de 50 %,. À l'inverse, les importations de céréales se révèlent moins coûteuses, le prix des grains ayant encore plus baissé que celui des produits d'exportation grecs. La Grande Dépression tend ainsi à rééquilibrer la balance commerciale du pays et à orienter les exportations de la Deuxième République vers les États ayant signé des accords de troc avec elle (69,4 % des exportations pour 48,3 % des importations en 1935). Cependant, elle réduit aussi ses échanges commerciaux.
Le gouvernement grec tente, sans succès, de maintenir la valeur de la drachme, qui doit pourtant être dévaluée en avril 1932. L'étalon-or est aussi abandonné,, après les tentatives infructueuses de Venizélos de souscrire de nouveaux emprunts à l'étranger en début d'année,,,. Suivant un mouvement qui touche une grande partie de l'Europe orientale, la Grèce suspend ses paiements le 1er mai 1932, décision qui touche particulièrement le Royaume-Uni, principal créancier du pays avec 67 % de la dette. La dépréciation de la drachme (55 %) rend en effet impossible le remboursement de la dette extérieure et conduit à la banqueroute (el), ce qui limite ensuite les crédits étrangers,. Il n'en reste pas moins que les mesures draconiennes prises par l'État grec permettent d'initier la reprise économique.
La crise met un terme aux plans de développement menés durant la décennie antérieure,. Elle afflige particulièrement la Macédoine, région très dépendante des exportations de tabac, dont la culture occupe de nombreux réfugiés depuis 1923,. La banqueroute a aussi une grave conséquence alimentaire en rendant plus difficile le paiement des importations de blé. La cherté des produits étrangers favorise, en revanche, la production nationale, qui progresse notablement dans certains secteurs, comme la céréaliculture et l'agriculture en général,,. L'industrie grecque connaît également une certaine croissance, après avoir chuté de 4 % par an dans les premiers temps de la Dépression. Les progrès de l'industrie sont particulièrement intenses en 1933 et 1934, mais plus modérés par la suite. Le choc que représente la Grande Dépression pour l'industrie grecque est finalement très inférieur à celui qu'il inflige à d'autres pays européens comme la Belgique ou la Tchécoslovaquie, États les plus affectés par la crise. Il amène néanmoins une diminution de 10 à 15 % de la production nationale. 
Finalement, la reprise économique des derniers temps de l'époque républicaine aiguise les tensions sociales, en profitant essentiellement aux entrepreneurs et en laissant de côté une grande partie du prolétariat.

## Liste des présidents de la République
| No | Portrait | Nom                                                            | Début du mandat | Fin du mandat   | Appartenance politique | Commentaires |
| -- | -------- | -------------------------------------------------------------- | --------------- | --------------- | ---------------------- | --- |
| 1  |          | Amiral Pávlos Koundouriótis (9 avril 1855 - 22 août 1935)      | 25 mars 1924    | 15 mars 1926    | Indépendant            | Proche de Venizélos, Pávlos Koundouriótis est élu président de la République après avoir été quelque temps régent à la mort d'Alexandre Ier. Il démissionne pour protester contre la dictature de Pángalos. |
| -  |          | Général Theódoros Pángalos (11 janvier 1878 - 27 février 1952) | 15 mars 1926    | 24 août 1926    | Indépendant            | Parvenu au pouvoir grâce à un coup d'État (el) organisé en juin 1925, Theódoros Pángalos devient président à la suite d'élections truquées (en),. Sa politique étrangère aventureuse, ses échecs économiques et les persécutions politiques auxquelles il se livre lui aliènent cependant l'opinion. Il est finalement renversé par le coup d'État (el) de Geórgios Kondýlis,. |
| 1  |          | Amiral Pávlos Koundouriótis (9 avril 1855 - 22 août 1935)      | 24 août 1926    | 9 décembre 1929 | Indépendant            | Une fois Pángalos renversé, Pávlos Koundouriótis est rappelé à la présidence. Réélu le 4 juin 1929, il abandonne le pouvoir pour des raisons de santé quelques mois plus tard. |
| 2  |          | Aléxandros Zaïmis (9 novembre 1855 - 15 septembre 1936)        | 9 novembre 1929 | 10 octobre 1935 | Indépendant            | Issu de la droite monarchiste, Aléxandros Zaïmis est pourtant élu sur proposition de Venizélos. Son âge avancé lui confère, en effet, une image rassurante de patriarche. |

## Liste des Premiers ministres
| Portrait | Nom                                  | Début du mandat | Fin du mandat   | Appartenance politique           | Commentaires |
| -------- | ------------------------------------ | --------------- | --------------- | -------------------------------- | --- |
|          | Aléxandros Papanastasíou (1876-1936) | 12 mars 1924    | 24 juillet 1924 | Union démocratique (en)          | La République ayant été proclamée par l'Assemblée (25 mars), puis confirmée par référendum (13 avril),, Aléxandros Papanastasíou prend la tête d'un gouvernement qui réunit les différentes factions vénizélistes,. |
|          | Themistoklís Sofoúlis (1862-1949)    | 24 juillet 1924 | 7 octobre 1924  | Parti libéral (?)                | Marqué par les divisions politiques, son ministère est à l'origine de l'expropriation de 350 000 acres de terres, redistribués à la petite paysannerie. |
|          | Andréas Michalakópoulos (1876-1938)  | 7 octobre 1924  | 26 juin 1925    | Parti libéral                    | Comme le gouvernement Sofoúlis, celui d'Andréas Michalakópoulos est marqué par une forte instabilité. Il est finalement renversé par le coup d'État (el) du général Pángalos. |
|          | Theódoros Pángalos (1878-1952)       | 25 juin 1925    | 19 juillet 1926 | Indépendant                      | Parvenu au pouvoir après un coup d'État (el), Theódoros Pángalos instaure une dictature avec la bénédiction du parlement,. |
|          | Athanásios Eftaxías (1849-1931)      | 19 juillet 1926 | 23 août 1926    | Indépendant                      | Nommé par le dictateur Pángalos, le gouvernement d'Athanásios Eftaxías est confronté à une opposition grandissante. Il est renversé par le coup d'État (el) du général Kondýlis. |
|          | Geórgios Kondýlis (1879-1936)        | 23 août 1926    | 4 décembre 1926 | Parti Démocratique national (en) | Ayant restauré les institutions démocratiques, Kondýlis rappelle Koundouriótis à la présidence et forme un gouvernement provisoire. Il abandonne ensuite le pouvoir à l'issue des élections qu'il a convoquées. |
|          | Aléxandros Zaïmis (1855-1936)        | 4 décembre 1926 | 4 juillet 1928  | Indépendant                      | Placé à la tête d'un gouvernement d'« union nationale »,, Aléxandros Zaïmis cherche à réconcilier vénizélistes et anti-vénizélistes, sans grand succès,. Il parvient par contre à instaurer une nouvelle constitution, et à stabiliser l'économie. |
|          | Elefthérios Venizélos (1864-1936)    | 4 juillet 1928  | 26 mai 1932     | Parti libéral                    | Rentré d'exil en 1927,, Elefthérios Venizélos réunit autour de lui presque toutes les branches du venizélisme,. Après avoir restauré le Sénat, il mène une politique économique ambitieuse, qui vise à développer l'agriculture et l'industrie. Au niveau international, Venizélos cherche à apaiser les relations de la Grèce avec ses voisins,.                                                                                      |
|          | Aléxandros Papanastasíou (1876-1936) | 26 mai 1932     | 5 juin 1932     | Parti agraire et ouvrier (en)    | Devenu Premier ministre après la démission de Venizélos, Aléxandros Papanastasíou renonce presque aussitôt au pouvoir, faute de majorité au parlement. |
|          | Elefthérios Venizélos (1864-1936)    | 5 juin 1932     | 3 novembre 1932 | Parti libéral                    | N'ayant pu obtenir de nouveaux emprunts à l'étranger, Elefthérios Venizélos entreprend des coupes budgétaires, qui lui aliènent une partie de l'opinion,. |
|          | Panagís Tsaldáris (1868-1936)        | 3 novembre 1932 | 16 janvier 1933 | Parti du peuple                  | Ayant refusé de former un gouvernement de coalition, Panagís Tsaldáris se retrouve à la merci de l'opposition venizéliste,. |
|          | Elefthérios Venizélos (1864-1936)    | 16 janvier 1933 | 6 mars 1933     | Parti libéral                    | Le dernier gouvernement d'Elefthérios Venizélos est marqué par la montée en puissance des monarchistes, qui remportent les élections de 1933 (en). |
|          | Aléxandros Othonaíos (1879-1970)     | 6 mars 1933     | 10 mars 1933    | Parti libéral (?)                | Craignant une restauration monarchique, les vénizélistes organisent un coup d'État (el) dirigé par Nikólaos Plastíras,. Ils nomment alors Aléxandros Othonaíos à la tête du cabinet. |
|          | Panagís Tsaldáris (1868-1936)        | 10 mars 1933    | 10 octobre 1935 | Parti du peuple                  | Le gouvernement de Panagís Tsaldáris est marqué par une forte opposition des venizélistes, qui craignent une restauration monarchique. Chaque réforme du Premier ministre est ainsi combattue violemment par l'opposition, qui tente une seconde fois de renverser Tsaldáris en 1935. Quelques mois plus tard, ce sont cependant les monarchistes les plus radicaux qui prennent le pouvoir par la force avant d'abolir la République. |

### Histoire générale de la Grèce
- (en) John Campbell et Philip Sherrard, Modern Greece, Ernest Benn, 1969 (ISBN 9780510379513).
- (fr) Apostolos Vacalopoulos, Histoire de la Grèce moderne, Horvath, 1975, 330 p. (ISBN 2-7171-0057-1).
- (en) William Miller, « Greece since the return of Venizelos », Foreign Affairs, vol. 7, no 3,‎ 1929, p. 468-476 (lire en ligne).
- (en) William Miller, « A new era in Greece », Foreign Affairs, vol. 14, no 4,‎ 1936, p. 654-661 (lire en ligne).

### Histoire politique de la Grèce
- (en) Hamilton Fish Armstrong, « Venizelos again supreme in Greece », Foreign Affairs, vol. 8, no 1,‎ 1929, p. 120-129 (lire en ligne).
- (en) Robin Higham et Thanos Veremis, The Metaxas Dictatorship : Aspects of Greece: 1936-40, Elliniko Idryma Amyntikis Kai Exoterikis Politikis, 1993, 240 p. (ISBN 9789607061140).
- (en) George Th. Mavrogordatos, Stillborn republic : social coalitions and party strategies in Greece, 1922-1936, University of California Press, 1983.
- (en) S. Victor Papacosma, The Military in Greek Politics : The 1909 Coup D'etat, Kent State Univ Press, 1979, 265 p. (ISBN 9780873382083).
- Mogens Pelt, « The Establishment and Development of the Metaxas Regime in the Context of Nazi Fascism, 1936-41 », Totalitarian Movements and Political Religions, vol. 2, no 3,‎ 2001, p. 143-172 (lire en ligne).
- (en) P.J. Vatikiotis, Popular autocracy in Greece, 1936-41 : a political biography of general Ioannis Metaxas, Frank Cass, 1998, 223 p. (ISBN 9780714644455).
- (en) T. Verimis, « The Officer Corps in Greece (1912–1936) », Byzantine and Modern Greek Studies, vol. 2, no 1,‎ 1976, p. 113-133 (lire en ligne).

### Histoire diplomatique de la Grèce
- (en) Harry C. Cliadakis, « The Political and Diplomatic Background to the Metaxas Dictatorship », Journal of Contemporary History, vol. 14, no 1,‎ 1979, p. 117-138 (ISSN 0022-0094, lire en ligne).
- (fr) Dimitri Kitsikis, « La Grèce entre l'Angleterre et l'Allemagne de 1936 à 1941 », Revue Historique, vol. 238, no 1,‎ 1967, p. 85-116.
- (en) S. Victor Papacosma, « Minority questions and problems in East European diplomacy between the world wars: The case of Greece », Nationalities Papers, vol. 8, no 1,‎ 1980, p. 1-8.
- (en) Sotiris Rizas, « Geopolitics and Domestic Politics: Greece's Policy Towards the Great Powers During the Unravelling of the Inter-War Order, 1934-1936 », Contemporary European History, vol. 20, no 2,‎ 2011, p. 137-156 (lire en ligne).

### Histoire économique et sociale de la Grèce
- (en) Olga Christodoulaki, « Industrial growth in Greece between the wars: A new perspective », European Review of Economic History, vol. 5, no 1,‎ 2001, p. 61-89 (lire en ligne).
- (en) Nicos Mouzelis, « Greek and Bulgarian Peasants: Aspects of Their Sociopolitical Situation during the Interwar Period », Comparative Studies in Society and History, vol. 18, no 1,‎ 1976, p. 85-105.
- (en) Socrates D. Petmezas, « Export-dependent Agriculture, Revenue Crisis and Agrarian Productivity Involution. The Greek Case (1860s-1930s) », Histoire & Mesure, vol. 15, nos 3/4,‎ 2000, p. 321-337 (lire en ligne).
- (en) Spyridon Ploumidis, « ‘Peasantist nationalism’ in inter-war Greece (1927-41) », Byzantine and Modern Greek Studies, vol. 37, no 1,‎ 2013, p. 111-129 (lire en ligne).

### Histoire des Balkans et de l'Europe
- (en) Antonin Basch, The Danube basin and the German economic sphere, Columbia University Press, 1943, 275 p..
- (en) Barbara Jelavich, History of the Balkans : Twentieth century, Cambridge University Press, 1999, 476 p. (ISBN 0521274591).
- (en) Stein Ugelvik Larsen, Bernt Hagtvet et Jan Petter Myklebust, Who Were the Fascists? : Social Roots of European Fascism, Oxford University Press, 1985, 816 p. (ISBN 9788200053316).
- (en) L. S. Stavrianos, The Balkans since 1453, Dryden Press, 1958, 970 p..
- (en) Mustafa Türkeş, « The Balkan Pact and Its Immediate Implications for the Balkan States, 1930-34 », Middle Eastern Studies, vol. 30, no 1,‎ 1994, p. 123-144 (lire en ligne).